# Sara Doorsoun
Sara Doorsoun (Colonia, Alemania; 17 de noviembre de 1991) es una futbolista alemana. Juega como centrocampista y su equipo actual es el VfL Wolfsburgo de la Bundesliga de Alemania.

## Clubes
| Club                   | País     | Año         |
| ---------------------- | -------- | ----------- |
| SC Fortuna Köln        | Alemania | 2007 - 2008 |
| SG Wattenscheid 09     | Alemania | 2008 - 2010 |
| SC 07 Bad Neuenahr     | Alemania | 2010 - 2012 |
| 1. FFC Turbine Potsdam | Alemania | 2012 - 2013 |
| SGS Essen              | Alemania | 2013 - 2018 |
| VfL Wolfsburgo         | Alemania | 2018 - 2022 |

## Títulos
| Título              | Club           | País     | Temporada   |
| ------------------- | -------------- | -------- | ----------- |
| Bundesliga Femenina | VfL Wolfsburgo | Alemania | 2018 - 2019 |
| Copa de Alemania    | VfL Wolfsburgo | Alemania | 2018 - 2019 |
| Bundesliga Femenina | VfL Wolfsburgo | Alemania | 2019 - 2020 |
| Copa de Alemania    | VfL Wolfsburgo | Alemania | 2019 - 2020 |
| Copa de Alemania    | VfL Wolfsburgo | Alemania | 2020 - 2021 |